# Szymon Jakubowski (reżyser)
Szymon Jakubowski (ur. 17 stycznia 1978) – polski reżyser, scenarzysta, absolwent reżyserii Wydział Radia i Telewizji Uniwersytetu Śląskiego oraz Wydziału Kulturoznawstwa ze specjalnością: Filmoznawstwo Uniwersytetu Jagiellońskiego.
Od 2011 roku wykładowca na Akademii Krakowskiej im. Andrzeja Frycza Modrzewskiego w Krakowie, gdzie również mieszka.

## Filmografia
Etiudy fabularne
- A ty? (2004) – scenariusz i reżyseria
- Skurcze (2004) – scenariusz i reżyseria
- Bar na rogu (2005) – scenariusz i reżyseria

Dokument
- Coś dobrego (2003) – scenariusz i reżyseria

Filmy krótkometrażowe
- Bracia (2012) – scenariusz i reżyseria[1]

Filmy fabularne
- Jak żyć? (2008) – scenariusz i reżyseria
- Na bank się uda (2019) – scenariusz i reżyseria

Telewizja
- Kraków dla początkujących (TVP Kraków, 2008) – scenariusz i reżyseria
- Malanowski i partnerzy (Polsat, 2009–2016) – reżyseria
- Malanowski. Nowe rozdanie (Polsat, 2024–) – reżyseria